# Programari maliciós a GNU/Linux
Programari maliciós a GNU/Linux és el conjunt de virus, troians i cucs i d'altres tipus de programari maliciós que efecten al sistema operatiu Linux, Unix i altres derivats. Generalment, aquests sistemes operatius es consideren protegits contra els virus informàtics. Això s'atribuïx en gran part al fet que el malware no aconsegueix els permisos per a realitzar activitats nocives a dins del sistema i a les ràpides actualitzacions davant de vulnerabilitats que s'eliminen diàriament en GNU/Linux, pròpies del model de programari lliure.
Alguns factors addicionals per al reforç de la seguretat en GNU/Linux, són la major cultura informàtica difosa entre els seus usuaris, i la manca d'incentius per a un programador a l'hora d'escriure malware per a aquest sistema, a causa de la seua relativament baixa quota de mercat. A més, un sistema amb GNU/Linux instal·lat, en general, no s'assembla a un altre: diferents versions del nucli Linux, diferent programari instal·lat, opcions de configuració i característiques de seguretat diferents, etcètera. La qual cosa dificulta en gran manera la labor d'un atacant. La quantitat de programari maliciós disponible a GNU/Linux, incloent virus, trojans i altre programari escrit específicament per a GNU/Linux s'ha incrementat en els últims anys, duplicant-se durant 2005 a causa de l'explosió del sistema operatiu en entorns d'usuari final i ingrés al mercat de les computadores d'escriptori.

## Aplicacions anti-virus
Existeixen diferents aplicacions anti-virus per a GNU/Linux de les quals es pot destacar:
- ClamAV (programari lliure)
- Avast! (versió gratuïta i comercial)
- AVG (versió gratuïta i comercial)
- Sophos (comercial)
- Bitdefender (comercial)
- ESET (versions comercials)[4][5][6]
- Kaspersky Linux Security (versions comercials)[7]
- Sophos (propietari)